# الأثر البيئي للخرسانة
الأثر البيئي للخرسانة وتصنيعها وتطبيقاتها معقد. بعض الآثار ضارة، وبعضها الآخر لا. كثيرًا ما يعتمد ذلك على الظروف المحيطة. من العناصر الرئيسية في الخرسانة الأسمنت، والذي له آثاره البيئية والاجتماعية الخاصة، ويسهم إلى حد كبير في تأثيرات الخرسانة.
تعدّ صناعة الأسمنت أحد المنتجات الرئيسة لثاني أكسيد الكربون، وهو غاز قوي من غازات الاحتباس الحراري. تتسبب الخرسانة في إلحاق الضرر بأخصب طبقة من طبقات الأرض، وهي التربة السطحية. تستخدم الخرسانة لخلق أسطح صلبة تساهم في جريان سطحي قد يؤدي إلى تعرية التربة وتلوث المياه والفيضانات. وفي المقابل، فإن الخرسانة تعد واحدة من أقوى الأدوات للسيطرة السليمة على الفيضانات، من خلال التخميد والحرف لمياه الفيضانات والتدفقات الطينية وما إلى ذلك. ويمكن أن تقلل الخرسانة فاتحة اللون من أثر الجزر الحرارية الحضرية بسبب ارتفاع منسوب الأرض. يمكن أن يكون الغبار الخرساني الذي ينتج بسبب أعمال الهدم والكوارث الطبيعية مصدرًا رئيسيًّا لتلوث الهواء الخطير.
يمكن أن يسبب وجود بعض المواد في الخرسانة، بما في ذلك الإضافات المفيدة وغير المرغوبة، مشاكل صحية بسبب السمية والنشاط الإشعاعي (الذي يحدث عادة بصورة طبيعية). إن الخرسانة الرطبة ذات قلويات عالية وينبغي التعامل معها دائما بمعدات واقية مناسبة. وتتزايد عمليات إعادة تدوير الخرسانة كاستجابة للوعي البيئي والتشريعات والاعتبارات الاقتصادية. وعلى العكس من ذلك، يؤدي استخدام الخرسانة إلى تخفيف استخدام مواد البناء البديلة مثل الخشب الذي هو عبارة عن حوض كربون. تدوم الهياكل الخرسانية لفترة أطول بكثير من الهياكل الخشبية.

## التغير المناخي وانبعاثات ثاني أكسيد الكربون
تعد صناعة الأسمنت واحدة من أكبر منتجي ثاني أكسيد الكربون، حيث تنتج ما يصل إلى 8% من انبعاثات هذا الغاز من صنع الإنسان على مستوى العالم، منها 50% من العمليات الكيميائية و40% من ثاني أكسيد الكربون المشتعل. ثاني أكسيد الكربون الناتج من صنع الخرسانة الإنشائية (التي تتكون من حوالي 14% من الإسمنت) يقدر ب 410 كجم/م3 (حوالي 180 كجم/طن/كثافته 2.3 ج/سم3) (مخفض إلى 290 كجم/م3 مع استبدال الرماد المتطاير للأسمنت بنسبة 30%). تتناسب انبعاثات ثاني أكسيد الكربون من الإنتاج الخرساني بشكل مباشر مع مزيج الأسمنت المستخدم في الخرسانة؛ وينبعث 900 كيلوغرام من ثاني أكسيد الكربون من أجل تصنيع كل طن من الأسمنت، وهو ما يمثل 88 في المائة من الانبعاثات المرتبطة بمتوسط الخليط الخرساني. تساهم صناعة الأسمنت في غازات الاحتباس الحراري مباشرة من خلال إنتاج ثاني أكسيد الكربون عندما تتحلل كربونات الكالسيوم حراريا، وتنتج الجير وثاني أكسيد الكربون، وكذلك من خلال استخدام الطاقة، ولا سيما من احتراق الوقود الأحفوري.
أحد مجالات دورة الحياة الملموسة التي يجدر ملاحظتها هو أن الخرسانة لديها طاقة مجسدة منخفضة جدًا بالنسبة للكمية المستخدمة. ويعود ذلك في المقام الأول إلى أن المواد المستخدمة في البناء الخرساني مثل الحصى والمياه كثيرة نسبيًا، ويمكن استخراجها من المصادر المحلية، وهذا يعني أن النقل لا يمثل سوى 7 في المئة من الطاقة المجسدة من الخرسانة، بينما يمثل إنتاج الأسمنت 70 في المائة. وبوجود طاقة مجسدة إجمالية تبلغ 1.69 جرام/طن من الخرسانة أقل من أي مواد بناء أخرى غير الخشب. ومن الجدير بالذكر أن هذه القيمة تستند إلى نسب مختلطة من الخرسانة لا تزيد عن 20% من الرماد المتطاير. ويقدر أن استبدال واحد في المائة من الأسمنت بالرماد المتطاير يمثل انخفاضا في استهلاك الطاقة بنسبة 0.7 في المائة. ومع وجود بعض الخلطات المقترحة التي تحتوي على ما يصل إلى 80 في المائة من الرماد المتطاير، فإن ذلك يمثل توفيرًا كبيرًا في الطاقة.

## تحسينات التصميم
هناك اهتمام متزايد بخفض الانبعاثات الكربونية المرتبطة بالخرسانة من كل من القطاعين الأكاديمي والصناعي، وخاصة مع إمكانية تطبيق ضريبة على الكربون في المستقبل. وتم اقتراح عدة نهج للحد من الانبعاثات.

## إنتاج الأسمنت واستخدامه
أحد الأسباب وراء ارتفاع انبعاثات الكربون هو أن الأسمنت يجب أن يكون ساخنًا إلى درجات حرارة عالية جدًا لكي يتشكل. وأحد أهم أسباب ذلك هو الأليت، وهو معدن في الخرسانة يُعالج في غضون ساعات من الصب، وهو بالتالي مسؤول عن الكثير من قوتها الأولية. ومع ذلك، يجب أيضا تسخين مادة الأليت إلى 1500 درجة مئوية في عملية تشكيل الكلنكر. وتشير بعض البحوث إلى أنه يمكن استبدال الاليت بمعدن مختلف، مثل البليت. كما أن البليت معدن يستخدم بالفعل في الخرسانة. وتبلغ درجة حرارتها 1200 درجة مئوية، وهي أقل بكثير من درجة حرارة الأليت. وعلاوة على ذلك، فإن البليت يعطي الخرسانة قوة أعلى عندما تتصلب. بيد أن البيليت يأخذ أيامًا أو حتى شهورًا حتى تتم عملية المعالجة بشكل كامل، ما يجعل الخرسانة ضعيفة لفترة طويلة بشكل غير مقبول. تركز الأبحاث الحالية على العثور على مواد مضافة، مثل المغنيسيوم، والتي قد تسرع من عملية المعالجة. ومن الجدير بالاهتمام أيضا اعتبار أن البيليت يستهلك مزيدا من الطاقة للطحن، مما قد يجعل دورته الكاملة ذات تأثير مماثل للأليت أو حتى أعلى منه.
وهناك نهج آخر يتلخص في الاستعاضة جزئيًا عن الكلنكر التقليدي ببدائل مثل الرماد المتطاير، وركام المعادن، وكل هذه البدائل كانت عبارة عن منتجات ثانوية لصناعات أخرى كانت لتنتهي إلى مقالب القمامة لولا ذلك. يأتي الرماد المتطاير من محطات الطاقة الكهربية الحرارية، في حين أن الركام يعد إهدارًا من مخلفات الأفران في الصناعات الحديدية. تكتسب هذه المواد شعبيتها ببطء كمواد مضافة، خاصة وأنها يمكن أن تزيد من قوتها وتقلل من كثافتها وتطيل من متانة الخرسانة.
وعلاوة على ذلك، يتطلب إنتاج الخرسانة كميات كبيرة من المياه، ويمثل الإنتاج العالمي ما يقرب من عشر الاستخدامات الصناعية للمياه. وهذا يمثل 1.7 في المائة من إجمالي السحب العالمي للمياه. وتتوقع دراسة نشرت في عام 2018 بعنوان «الاستدامة الطبيعية» أن يزيد الإنتاج الخرساني في المستقبل من الضغوط على طلب المياه في المناطق المعرضة لظروف جفاف، وفي عام 2050، من المحتمل أن يحدث 75 في المائة من الطلب على المياه لإنتاج الخرسانة في المناطق التي يتوقع أن تعاني من ضغط المياه.

## خرسانة الكربون
توجد طريقة أخرى تتمثل في ضخ ثاني أكسيد الكربون السائل إلى الخرسانة أثناء الخلط. وهذا من شأنه أن يقلل من الانبعاثات الكربونية الناتجة عن الإنتاج الخرساني عندما يقترن ذلك بمحطة طاقة أو غيرها من الصناعات التي تنتج ثاني أكسيد الكربون.

## إعادة تدوير الخرسانة
إن إعادة التدوير الخرسانية طريقة شائعة بشكل متزايد للتخلص من الهياكل الخرسانية. كان الحطام الخرساني سابقًا ينقل إلى مدافن النفايات للتخلص منه، ولكن إعادة التدوير تتزايد بسبب تحسن الوعي البيئي، والقوانين الحكومية، والفوائد الاقتصادية.
يجب أن تكون الخرسانة خالية من القمامة والخشب والورق وغيرها من المواد، ويتم تجميعها من مواقع الهدم ويتم وضعها خلال آلة سحق، وغالبًا ما تكون مع الأسفلت والطوب والصخور.
تحتوي الخرسانة المسلحة على حديد التسليح الذي يتم إزالته باستخدام المغانط، ثم يعاد تدويره في أماكن أخرى. يتم فرز الأجزاء الإجمالية المتبقية من الحصى حسب الحجم. وقد تمر الأجزاء الكبيرة عبر آلة الطحن مرة أخرى. وتستخدم قطع صغيرة من الخرسانة كحصى لمشاريع البناء الجديدة.